# Diabetes
Diabetes è una rivista accademica mensile, peer review, pubblicata, a partire dal 1952, dalla American Diabetes Association che si occupa di diabete mellito.
La rivista copre la ricerca sulla fisiologia e la fisiopatologia del diabete mellito tra cui qualsiasi aspetto della ricerca di laboratorio, sugli animali o sull'uomo. Viene posto particolare accento sui rapporti di ricerca concentrandosi su settori quali la patogenesi del diabete e delle sue complicanze, la funzione normale e patologica delle isole pancreatiche e il metabolismo intermedio, i meccanismi farmacologici dei farmaci e l'azione ormonale e gli aspetti biochimici e molecolari dei processi biologici normali e anormali.
Secondo il Journal Citation Reports, nel 2014 la rivista aveva un fattore di impatto di 8,095, classificandosi ottava su 128 riviste nella categoria "Endocrinologia & Metabolismo".